# Ostbevern
Ostbevern er en by i Tyskland i delstaten Nordrhein-Westfalen med cirka 10.000 indbyggere. Den ligger i kreisen Warendorf, cirka 18 km nordøst for Münster og 18 km nordvest for Warendorf.